# Encre sympathique (roman)
 (janvier 2020).
Pour les articles homonymes, voir Encre sympathique.
Encre sympathique est un roman de Patrick Modiano, paru le 3 octobre 2019 aux éditions Gallimard.

## Résumé
Jean Eyben, le narrateur, était un employé dans l'agence Hutte. Trente ans plus tard, il rouvre un dossier sur la disparition de Noëlle Lefebvre. Le dossier ne contient pas beaucoup de choses, seulement son adresse – 13, rue Vaugelas dans le 15e arrondissement – et aussi quelques endroits où elle était souvent, comme Dancing de la Marine et magasins Lancel à Paris, place de l'Opéra, l'endroit de son travail. Jean trouve quelques indices qui le mènent vers un château en Sologne, Annecy, mais pas plus loin de ça. Le roman se termine à Rome, où Noëlle a créé une nouvelle vie.

## Analyse

### Personnages
- Jean Eyben : le narrateur.
- Noëlle Lefebvre : une femme qui a disparu ; Jean Eyben est chargé d'enquêter sur elle.
- Georges Brainos : client de l'agence de détectives Hutte, c'est lui qui demande une enquête sur Noëlle Lefebvre. Ce personnage est inspiré d'un directeur de cinémas qui s'appelait véritablement Georges Brainos et fut condamné en 1948[1].
- Gérard Mourade : comédien qui a connu Noëlle.
- Rober Behavour : ami de Nöelle.

## Éditions
- Éditions Gallimard, Coll. « Blanche », 2019  (ISBN 9782072753800)
- Éditions Gallimard, coll. « Écoutez Lire », lu par Denis Podalydès, 1 CD, durée 2 h 40 min, 2020  (ISBN 9782072867996)